# Семёновское (сельское поселение Итомля)
Семёновское — деревня в Ржевском муниципальном округе Тверской области России.

## География
Деревня находится в южной части Тверской области, в зоне хвойно-широколиственных лесов, в пределах южной части Валдайской возвышенности, на правом берегу реки Итомли, на расстоянии примерно 24 километров (по прямой) к северо от города Ржева, административного центра округа.

### Климат
Климат характеризуется как умеренно континентальный, с относительно мягкой снежной зимой и умеренно прохладным влажным летом. Среднегодовая температура воздуха — 3,4 °C. Средняя температура воздуха самого холодного месяца (января) — −8,8 °C (абсолютный минимум — −32 °C), средняя температура самого тёплого (июля) — 17 °С (абсолютный максимум — 36 °С). Вегетационный период длится около 130 дней. Годовое количество атмосферных осадков составляет в среднем 612 мм, из которых большая часть выпадает в тёплый период. Снежный покров держится в течение 144 дней.

## История
Деревня была отмечена ещё на карте 1825 года.
Входила до 2022 года в состав сельского поселения «Итомля» до его упразднения.

## Население
| 2008 | 2010 |
| ---- | ---- |
| 0    | →0   |

### Историческая численность населения
Численность населения: 58 человек (1859 год), 2 (русские 100 %) в 2002 году, 0 в 2010.

## Инфраструктура
Личное подсобное хозяйство с зоной сельскохозяйственного использования, индивидуальная застройка усадебного типа. В 1859 году здесь (деревня Ржевского уезда Тверской губернии) было учтено 6 дворов, в 1939—25.

## Транспорт
Просёлочная дорога.